# HWD14
Wi-Fi WALKER WiMAX 2+ HWD14(ワイファイ ウォーカー ワイマックスツープラス エイチダブルディ14)とは、HUAWEIが製造し、auを展開するKDDIおよび沖縄セルラー電話とWiMAXブランドを展開するUQコミュニケーションズがかつて販売していた、モバイルWi-Fiルーター。端末での両社の違いは各販売メーカーのロゴが違う程度である。

## 接続回線
- au
  - au 4G LTE
- UQコミュニケーションズ
  - WiMAX 2+
  - WiMAX

各回線は、端末での設定で切り替えることができるネットワークモードにより、幾つかの回線から自動切り替えとなる。
- ノーリミットモード(NL) - WiMAX回線に固定
- ハイスピードモード(HS) - WiMAX2+回線に自動切り替え。無ければWiMAX回線に接続。
- ハイスピードプラスエリアモード(HS+) - HSモードに加えLTE回線にも自動切り替え。優先順位はWiMAX2+回線→LTE回線→WiMAX回線となる。

なお、LTE回線やWiMAX2+回線に固定する機能は付いていない。

## 端末について
従来の機種までは有機ELディスプレイによる簡易表示のみだったインジゲーターディスプレイが、本端末からフルカラー液晶（バックライト搭載）の静電式タッチパネルとなった。従来ブラウザ上の設定ツールからでしか操作できなかった細かい設定も、本体のディスプレイをタッチ操作することで簡単に行える。
WiMAX2+のモバイルルーターとしては唯一、Qi規格に対応している。後継機種は他メーカー含めいずれも搭載していない。
3000mAhの大容量バッテリーを活かし、スマートフォンのモバイルバッテリーとして使える。同じバッテリー容量のHWD15にも引き継がれた。なお、その後の機種では非搭載となっている。